# 少女幻葬ネクロフィリア
『少女幻葬ネクロフィリア』(しょうじょげんそうネクロフィリア、Necrophilia of Darkside sister)は、カズミヤアキラによる日本の漫画作品。『コミックヴァルキリー』（キルタイムコミュニケーション発行　vol.31（2011年6月27日）より連載開始。掲載誌の紙媒体での刊行の終了により、2012年11月27日からのWEBマガジン化を経て、『コミックヴァルキリーWeb版』vol.9（2013年8月30日）にて完結した。
本作品のタイトルの少女幻葬は造語であるが、ネクロフィリアとは死体性愛者という性的倒錯の一環として一般的に使われる。

しかし本作ではネクロフィリアという言葉は登場人物の関係を死体愛者と皮肉った意味で使われている。

## 作品概要
主人公のゲオルグ神父が最愛の姉をこの世に留めるために禁忌を犯し続ける様を描いたダークファンタジーである。本作は作者が同人誌で発表した『ネクロフィリア』が原型となっており、登場人物や世界観などを連載向けに変更したもの。コミックヴァルキリーのコンセプトである戦う女の子やエッチシーンなどから大きく外れた異色作であり本作は男が主人公である。

## 登場人物
ゲオルグ・ファウストス
作中劇の舞台となるローランド教会に務める姉思いの誠実そうな神父、郊外で姉と二人で暮らすゲオルグは
最愛の姉をこの世に留めるために夜な夜な墓を暴き、その屍肉を姉の姿を借りた悪魔メフィストに捧げるという
禁忌を続けて暮らしていた。
幼少の頃に悪魔を崇拝する父親に育てられ、悪魔召喚の儀式や生贄として虐待、利用されるが
召喚された悪魔メフィストに気に入られることで幼少にして悪魔憑きとなり父親と悪魔崇拝者を悪魔の生贄に捧げ
父親の虐待により死亡した姉・リーゼロッテを屍人としてこの世に留める契約をメフィストと交わす。
姉を悪魔の支配下から解放し本当の意味で蘇らせるために禁忌の書、ネクロノミコンを探している。
悪魔を使役し、粗末な黒魔術を扱い、右目には悪魔と契約した際の証が現れるときがある。
リーゼロッテ・ファウストス
本作のヒロイン、外見はゴスロリファッションで身を包んだ金髪ツーサイドアップの少女だが見かけと違い、ゲオルグの「姉」である。
太陽を浴びれない屍人病であるという弟の嘘を信じ郊外の家に閉じ込められてゲオルグと暮すが家からは何度も脱走しているようである。
ゲオルグによって死んだ肉体を蘇生されたため太陽を浴びれば肌が燃え、時が経てば身体は壊死し、異臭を放ち、二階から落ちただけで脚が捥げる。痛覚も欠如しており、壊死が進むと意識を無くし、体の支配権がメフィストに乗っ取られる。
損壊した身体を元に戻すには屍肉を食らう必要があり、ゲオルグは屍肉をメフィストに供給する。そのことをリーゼロッテは知らないまま。
幼少の記憶が無いため、自分達姉弟が凄惨な過去や事件に巻き込まれたことを知らない天衣無縫の少女である。
嗅覚や味覚も欠如しているのか、料理オンチであるかのような描写があるが家事を任されている場面が多い。
メフィスト
ゲオルグに召喚された悪魔。その容姿は巨大な女性を思わせる、頭頂部の鳥類を模した頭蓋骨で顔は見えない。
姉・リーゼロッテの身体を使い屍肉を供給することでリーゼロッテを動かし続けている。
リーゼロッテのことを肉人形と呼びゲオルグをあざ笑う。
シルビア
ポニーテールがトレードマークの酒場の娘で気さくでお節介である。ゲオルグの幼馴染だったが、幼い頃の事件を機に離れ離れになった。
幼い頃の事件をきっかけに悪魔崇拝者を取り締まる異端審問官になり、ゲオルグと再度会うことになる
アレックス
髭を蓄えたローランド教会に務める教会の責任者。
元異端審問官の隊長を務め悪魔崇拝者の集団怪死事件の生き残りであるゲオルグとリーゼロッテを保護し、それをきっかけに異端審問官を引退した、ゲオルグを息子のように思うがその関係はうまくいっていない。
ヴィリー
ローランド教会に務めるゲオルグの同僚、お調子者で世俗に塗れる悪友である
クロウリー・アシュレイ
片目を覆い尽くすほどの長髪で眼鏡をかけた黒衣の男。
度重なる墓荒らしの為に法皇庁より派遣された異端審問官達と同行する法皇庁の遣いである。
神を信じていないかのような発言が見られ、無駄なことは一切喋らない、肩隣には白いロリータファッションに身を包んだ妹がいる。
クラウディア・アシュレイ
黒衣の男、クロウリーの妹。妹もまた無口で感情が欠如しているかのようであり、その様はクロウリーの従者さながらである。
シュヴァルツ
年老いた異端審問官の隊長、墓荒らしの捜索の為にローランド教会にシルビア、クロウリーと捜査に現れる。

### その他の登場人物
コロンゾン
容姿は無邪気な子供で眼帯をしている、性別は不明。頭頂部には鳥類の頭蓋骨をベレー帽の様に被っている。
メーディア
目元にホクロのある女性の異端審問官。法皇庁からローランド教会へ派遣される。
ヨハン
ドールマスターという仇名を持つ年齢不詳の男、法皇庁の遣いとして派遣された13機関の悪魔憑き。

## 用語
屍人
一度死んだ人間が悪魔との契約で欠損を抱え蘇った者。
悪魔崇拝者
悪魔を崇拝し悪魔召喚に遺体などを利用したり背徳行為を行う者達。
悪魔憑き
悪魔と契約を結んだ者、悪魔憑きは同じ悪魔憑きを殺すことは出来ない。
異端審問官
悪魔崇拝者を弾圧するために法皇庁が組織した者達。
法皇庁
作中劇の教会が信じる神を掲げる司教を中心とする集団。
13機関（ワルプルギス）
法皇庁が組織する12の機関のいずれにも属さない闇の組織。対悪魔憑きの悪魔憑きが集う。
黒魔術
悪魔と契約したものが扱う魔術、魔方陣に似た模様を描くことで発動する。
魔道書（ネクロノミコン）
その本に触れたものに数多くの禁呪が宿るとされる書物で法皇庁から焚書処分を命じられている。

## 書誌情報
- カズミヤアキラ『少女幻葬ネクロフィリア』キルタイムコミュニケーション〈ヴァルキリーコミックス〉、全3巻
  1. 2011年12月21日発売[2]、ISBN 978-4-7992-0183-1
  2. 2012年10月1日発売[2]、ISBN 978-4-7992-0318-7
  3. 2014年2月10日発売[2]、ISBN 978-4-7992-0549-5